# 傑德沃德
傑德沃德（英語：Jedward）為愛爾蘭双胞胎男組合，由約翰·格蘭姆斯和愛德華·格蘭姆斯（英语：John Paul Henry Daniel Richard Grimes & Edward Peter Anthony Kevin Patrick Grimes，1991年10月16日—）組成，生於爱尔兰首都都柏林。

## 简历
这对双胞胎是2009年The X Factor參賽者之一。最初他們的名稱為John & Edward，但他們獨特的表演方式、滑稽性格和衝天金髮造型吸引到觀眾而一炮而紅，繼而變成組合Jedward（傑德沃德）。
2010年2月1日，發表第一首單曲《Under Pressure (Ice Ice Baby)》。推出不久，歌曲便打入英國單曲排行榜第2位及愛爾蘭單曲排行榜第1位。7月15日，發表第一張專輯《Planet Jedward》。
2011年8月5日，傑德沃德發表第二張專輯《Victory》。8月18日，傑德沃德參與英國真人秀名人老大哥，並獲得第三名的佳績。
2012年6月22日，傑德沃德發表第三張專輯《Young Love》，主打歌曲為《Waterline》。

## 傳記
傑德沃德双胞胎生於都柏林。約翰比愛德華早10分鐘出生，还有个哥哥Kevin。小時候已對流行曲著迷。他們的偶像有賈斯汀·提姆布萊克、布蘭妮·斯皮爾斯和後街男孩等等。

### 2009年－2010年：起死回生、奇蹟出現
傑德沃德本身以John and Edward名稱參與The X Factor。於初賽中，因歌喉平平而引起西蒙·高維爾不滿及厭惡，按下'X'按鈕，但他們自戀和貪玩的性格亦吸引到一片英國觀眾，引起轟動，隨之被別人稱為「Jedward Paradox」。
可惜，他們於比賽的第7周遭被淘汰。但這次的淘汰沒有令他們消聲匿跡。他們被金牌經理人Louis Walsh賞識而成為歌手。其第一首單曲《Under Pressure (Ice Ice Baby)》推出不久便受到大眾歡迎，隨之便於2010年7月16日發表第一張專輯《Planet Jedward》。

### 2011年至今：再接再厲、轟動再起

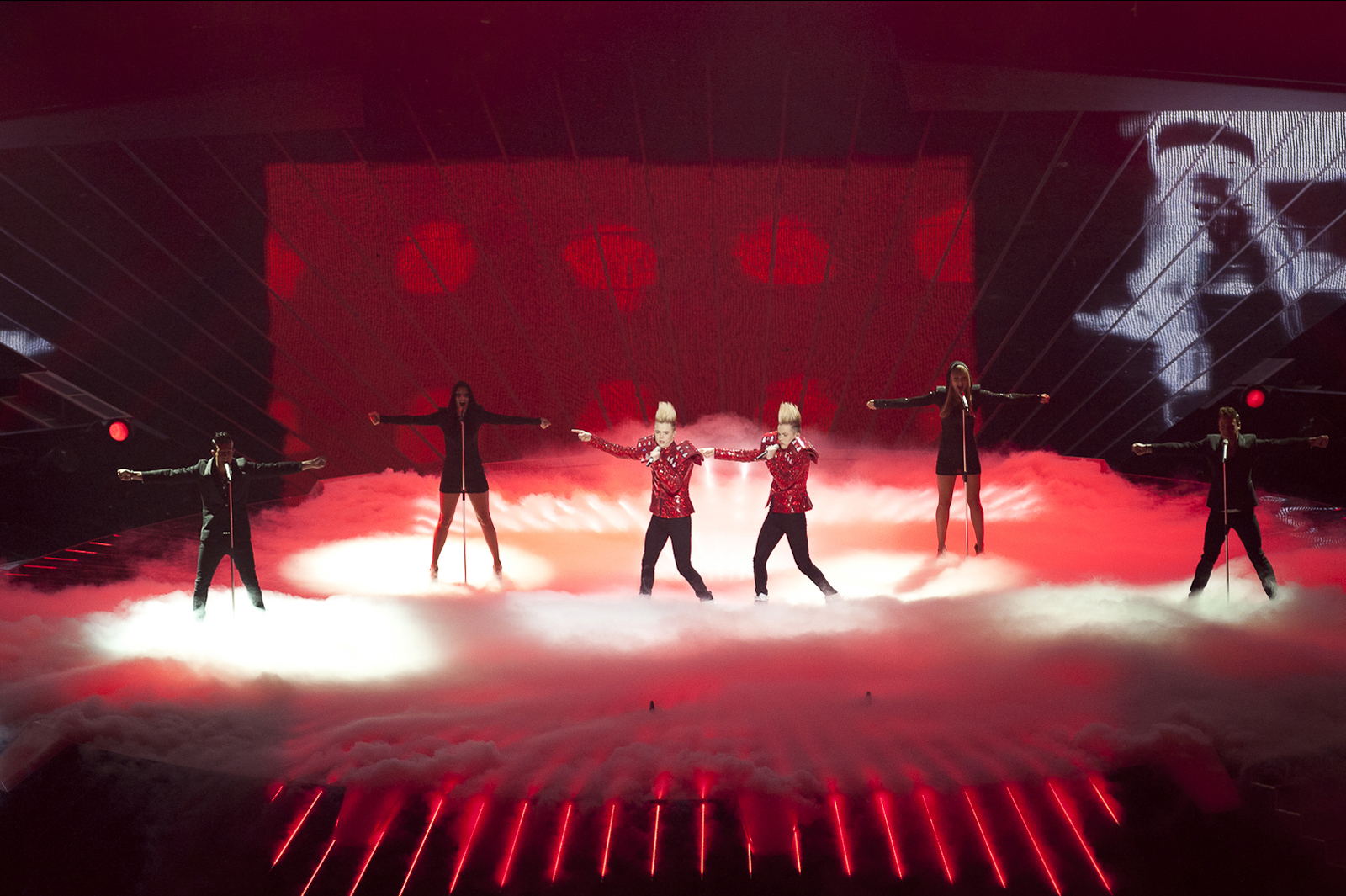
傑德沃德於2011年歐洲歌唱大賽

繼首張專輯推出後，於2011年又有新驚喜。2011年2月11日發表單曲《Lipstick》。歌曲推出後又引起迴響，隨即升上愛爾蘭單曲排行榜第一位，其音樂錄影帶中的獨有特色亦引人注意。
另外，另一首單曲《Bad Behaviour》於同年7月1日在愛爾蘭率先推出，歌曲亦被打入愛爾蘭單曲排行榜第一位。其後更拍成音樂錄影帶。音樂錄影帶中的故事講述當他們的父母離開後便邀請朋友參加瘋狂派對，趣怪搞笑。正當反應熱烈，於同年8月5日，推出第二張專輯《Victory》。
2011年5月12日，傑德沃德代表愛爾蘭參加2011年歐洲歌唱大賽第二次預賽，憑演唱《Lipstick》在預賽中以68分第8名的成績成功進入決賽，最後以119分第8名的成績完成比賽。
2011年8月18日，傑德沃德參加英國名人老大哥2011，最初並不受到所有人支持。但於遊戲中他們愛玩調皮的性格，終於引起熱潮，令他們在這個為時22天的遊戲得到第三名，及此亦受到大眾關注。
2012年，傑德沃德再次代表愛爾蘭再次參加歐洲歌唱大賽，參賽歌曲為《Waterline》。但最後以第19名的成績在比賽中止步。
2012年5月9日，傑德沃德成員約翰透過網上視頻分享平台Youtube上發佈翻唱小賈斯汀的歌曲《Boyfriend》引起轟動，這被稱為是翻唱版本中最為經典的作品。

## 專輯

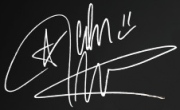
約翰·格賴姆斯的簽名

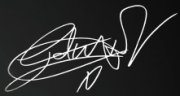
愛德華·格賴姆斯的簽名

### 2010年7月16日：傑德沃德星球（Planet Jedward）
傑德沃德的首張專輯，專輯內收錄了他們的第一首單曲《Under Pressure (Ice Ice Baby)》。
- 歌曲目錄：

1. Under Pressure (Ice Ice Baby) （冰寶寶）
2. All The Small Things （瑣碎事）
3. Everybody （大家）
4. Ghostbusters （捉鬼敢死隊）
5. Fight For Your Right To Party （派對權利）
6. I Want Candy （我想要糖）
7. Jump （跳躍）
8. I Like To Move It （起動）
9. Rock DJ （搖滾DJ）
10. Teenage Kicks （青年快感）
11. Pop Muzik （流行音樂）

### 2011年8月5日：勝利（Victory）
傑德沃德的第二張專輯。該專輯在2011年8月5日率先於愛爾蘭推出。及後於同年8月15日於英國推出。傑德沃德於2011年初已準備這個專輯，並於6月完成。其後於7月宣佈專輯名為《Victory》。8月5日正式推出。
- 歌曲目錄：

1. Lipstick （口紅）
2. Bad Behaviour （不良行為）
3. Everyday Superstar （明星）
4. My Miss America （美國妞妞）
5. Your Biggest Fan （最好粉絲）
6. Distortion （失真）
7. Pop Rocket （火箭）
8. Saturday Night （週六晚上）
9. Techno Girl （跳舞女孩）
10. Wow Oh Wow （哇噢哇！）
11. Celebrity （名人）
12. Hold The World （緊握世界）

### 2012年6月22日：年輕的愛（Young Love）
傑德沃德的第三張專輯。該專輯在2012年6月22日正式推出。
- 歌曲目錄：

1. Waterline
2. Young Love
3. What's Your Number?
4. A Girl Like You
5. Luminous
6. Give it Up
7. Happens in the Dark
8. All I Want is You
9. What it Feels Like
10. How Did You Know?
11. Can't Forget
12. P.O.V.

## 電視節目
- Jedward's Big Adventure
- MG! Jedward's Dream Factory
- Celebrity Big Brother (British series 8)
- 天天向上，2016年4月29日，中国湖南卫视

## 外部連結
- 傑德沃德的推特帳戶 （页面存档备份，存于）
- 傑德沃德翻唱小賈斯汀的《Boyfriend》視頻 （页面存档备份，存于）